# Oras
Oras is een gemeente in de Filipijnse provincie Eastern Samar op het eiland Samar. Bij de laatste census in 2007 had de gemeente bijna 32 duizend inwoners.

## Geografie

### Bestuurlijke indeling
Oras is onderverdeeld in de volgende 42 barangays:
| - Agsam - Alang-alang - Bagacay - Balingasag - Balocawe - Bantayan - Batang - Bato - Binalayan - Buntay - Burak - Butnga - Cadian - Cagdine | - Cagpile - Cagtoog - Camanga - Dalid - Dao - Factoria - Gamot - Iwayan - Japay - Kalaw - Mabuhay - Malingon - Minap-os - Nadacpan | - Naga - Pangudtan - Paypayon - Riverside - Rizal - Sabang - San Eduardo - San Roque - Santa Monica - Saugan - Saurong - Tawagan - Tiguib - Trinidad |

## Demografie
Oras had bij de census van 2007 een inwoneraantal van 31.745 mensen. Dit zijn 430 mensen (1,4%) meer dan bij de vorige census van 2000. De gemiddelde jaarlijkse groei komt daarmee uit op 0,19%, hetgeen lager is dan het landelijk jaarlijks gemiddelde over deze periode (2,04%). Vergeleken met de census van 1995 is het aantal mensen met 212 (0,7%) toegenomen.

De bevolkingsdichtheid van Oras was ten tijde van de laatste census, met 31.745 inwoners op 188,7 km², 168,2 mensen per km².